# Mano (football, 1984)
Celso Halilo de Abdul dit Mano, né le 28 avril 1984, est un footballeur mozambicain qui joue pour ENPPI Club en Égypte. 